# Алжирско метро
Алжирското метро е метрополитенът на град Алжир, столицата на държавата Алжир.
Открито е на 31 октомври 2011 г. и е в експлоатация от следващия ден 1 ноември 2011 г.
Метрото на Алжир е второто в Африка, след това на Кайро, и първото в Магреб.